# Comté de Moniteau
Le comté de Moniteau, en anglais : Moniteau County,  est un comté du Missouri, aux États-Unis.